# Mussardia griseoplagiata
Mussardia griseoplagiata är en skalbaggsart som beskrevs av Stefan von Breuning 1959. Mussardia griseoplagiata ingår i släktet Mussardia och familjen långhorningar. Inga underarter finns listade i Catalogue of Life.